# Lansquenet

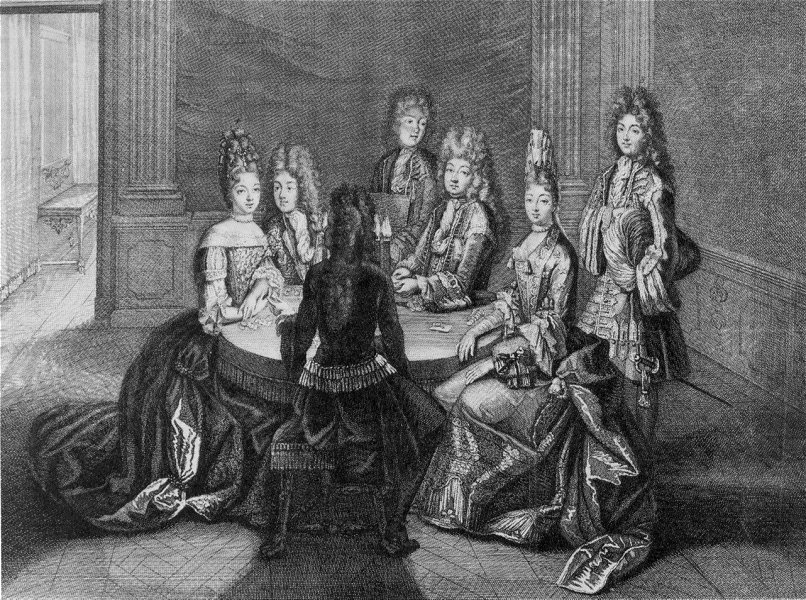
El Gran Delfín Luis juega Lansquenet en Versalles (1694).

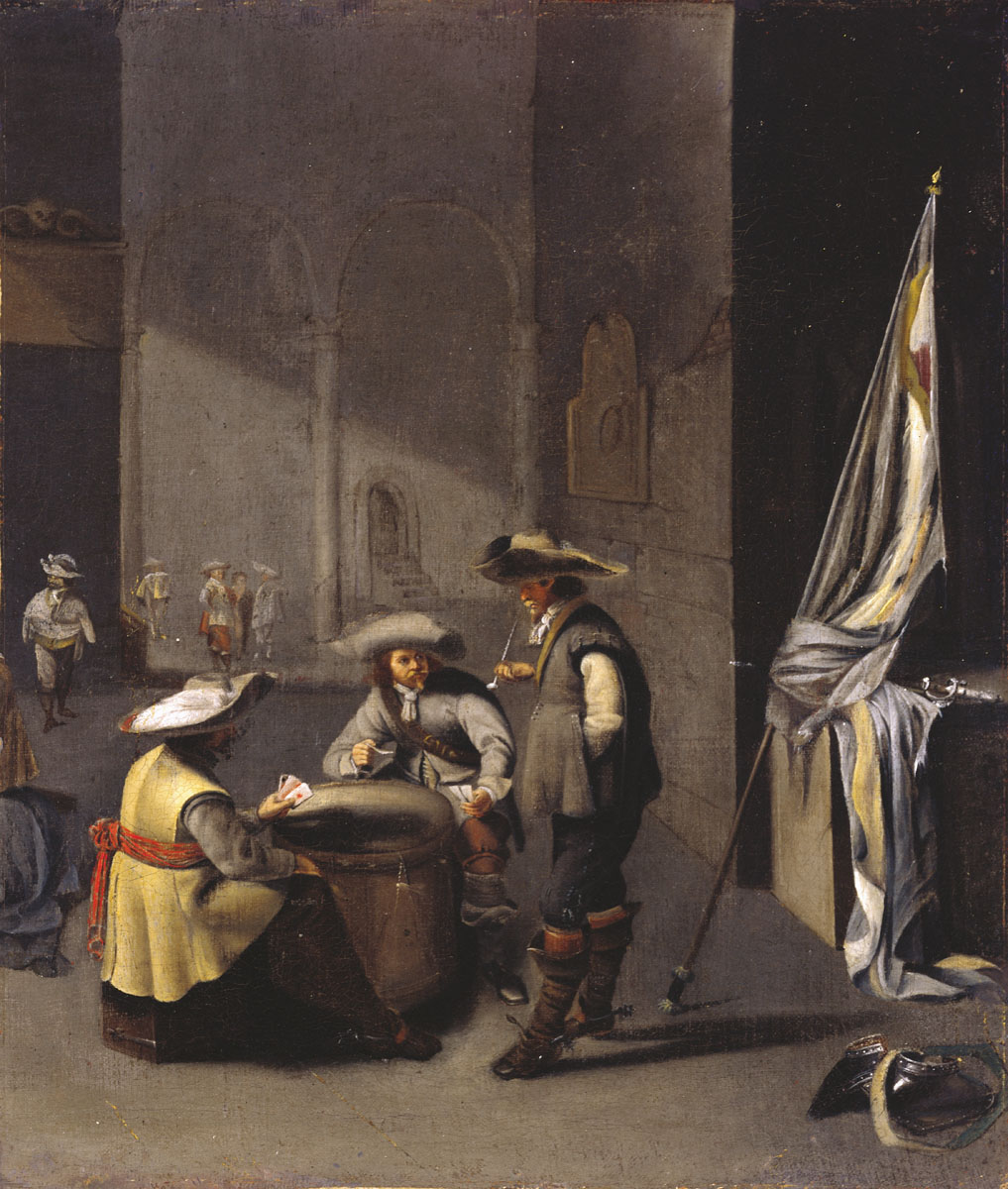
Jacob Duck: Recinto de la guardia con soldados jugando a las cartas,. Museo de Bellas Artes de Budapest.

El lansquenet es un juego de naipes, cuya denominación hace referencia a la ortografía francesa de la palabra alemana Landsknecht ('sirviente de la tierra o el país'), lo que se refiere a los infantes mercenarios alemanes del siglo XV y XVI. El término proviene del tambor lansquenet, que era un tipo de tambor de campo utilizado por estos soldados.

## Naipes
El lansquenet se juega con un mazo de naipes italianos con 40 naipes.

## Reglas del juego
El repartidor o banquero apuesta una cierta cantidad, y la misma debe ser equiparada inicialmente por aquel jugador a la derecha del repartidor y así sucesivamente. Cuando la apuesta es igualada, el repartidos da vuelta una carta y la coloca a su derecha, para la mesa o los otros jugadores, y otra carta enfrente de si para la banca. Luego sigue dando vuelta cartas (dejando visibles las primeras dos cartas), hasta que da vuelta un naipe que tiene el mismo valor que algunas de las dos primeras cartas. Por ejemplo, si el cinco de diamantes fue la carta que le tocó a la banca, entonces cualquier otro cinco, sin importar su palo, hace que gane el banquero. Si primero se saca un naipe con el valor de la carta de la mesa, el banquero pierde, y el siguiente jugador a la derecha pasa a ser la banca y procede en forma similar.
Cuando el banquero da vuelta su carta, puede recuperar su apuesta y pasar la banca; o puede dejar su apuesta sobre la mesa, la cual se duplicará si gana la banca. El banquero puede continuar siempre que las cartas que da vuelta le favorezcan – con la opción de en cualquier momento ceder la posición de banquero y retirarse del juego por ahora. Si procede de esta manera, el jugador al cual le pasa la banca tiene la opción de  continuar en el mismo punto en que la recibe. El pozo puede estar formado por ls contribuciones de todos los jugadores en determinadas proporciones. Los términos utilizados con respecto a igualar la apuesta son "Veré" (à moi le tout) y Je tiens.  Cuando aparecen jumelle (mellizos), o sea cuando se dan vueltas cartas similares para ambos lados, el banquero se queda con la mitad del pozo.
Robert-Houdin explicó un mecanismo mediante el cual un tramposo podía hacer trampa en el lansquenet, mediante manipulaciones con la palma de la mano y colocar arriba del mazo un paquete de naipes ordenadas convenientemente.